# Condition des femmes au Lesotho
Cet article présente la condition des femmes au Lesotho. En 2017, 1,1 million de femmes vivent au Lesotho, soit 51,48% de la population. 33 % des femmes ont moins de 15 ans, 61,4 % ont entre 15 et 64 ans et 5,3 % ont plus de 64 ans. Elles obtiennent un statut juridique complet en 2008 avec l'adoption de la loi de 2008 sur l'épargne et le développement bancaire. Au Lesotho, les femmes meurent de manière disproportionnée du sida,. Historiquement, les femmes exercent un pouvoir en tant que chefs de famille et contrôlent les décisions financières du ménage. Le gouvernement prend des mesures pour assurer une représentation plus égale des sexes au sein du gouvernement grâce à des quotas, et les femmes du Lesotho ont un niveau d'éducation plus élevé que les hommes. Néanmoins, les abus domestiques, les violences sexuelles, le manque de mobilité sociale et les crises sanitaires susmentionnées sont des problèmes persistants. Les mouvements sociaux et économiques, comme l'immigration massive d'hommes en Afrique du Sud et l'essor de l'industrie de l'habillement, contribuent aux progrès et aux problèmes auxquels les femmes du Lesotho sont confrontées aujourd'hui.

## Égalité des sexes

### Éducation
Le Lesotho est unique en ce sens que, alors que la plupart des pays en développement ont des systèmes éducatifs qui favorisent les hommes, les femmes ont un taux de réussite scolaire supérieur à celui des hommes. Dans l'enseignement secondaire, il y a 1,6 femme pour un homme, ce qui est le taux le plus élevé au monde pour le niveau d'éducation des femmes. Depuis 2000, le gouvernement du Lesotho déploie des efforts concertés pour encourager l'éducation des femmes et l'alphabétisation à l'échelle nationale, consacrant à l'éducation le pourcentage de son PIB le plus élevé de tous les pays du monde. Le Lesotho réussi à atteindre un taux d'alphabétisation des femmes de 95 % (le taux d'alphabétisation des hommes est de 83 %). Bien qu'il s'agisse d'une réussite, selon le Partenariat mondial de l'UNESCO pour l'éducation des filles et des femmes, une grande partie des progrès réalisés par les femmes en matière d'éducation peut être corrélée à l'immigration masculine en Afrique du Sud en raison des difficultés économiques. Le ratio de 1,6 reflète davantage une société dans laquelle les femmes sont plus nombreuses que les hommes dans la population générale que des progrès significatifs en matière d'éducation.
Parmi les problèmes qui subsistent en matière d'éducation des femmes, citons les taux élevés d'abandon scolaire, les résultats scolaires plus bas et les dépenses. Selon l'UNESCO, « en 2009, 25 % des filles du primaire et 64 % de celles du secondaire ne sont pas scolarisées ». De plus, alors qu'en 2000 les femmes sont plus performantes que les hommes en mathématiques et autres sciences, en 2010 l'écart de performance en STEM s'est inversé en faveur des hommes.

### Économie
Depuis des décennies, l'économie du Lesotho connait un taux de chômage élevé,, une baisse des revenus des ménages et environ 50 % de la population vit en dessous du seuil de pauvreté national. Historiquement, bien que cantonnées à la sphère domestique, les femmes du Lesotho contribuent à l'économie nationale dans des secteurs tels que l'agriculture, l'élevage et l'industrie manufacturière artisanale. Toutefois, au fil du temps, les femmes commencent à entrer en plus grand nombre dans la main-d'œuvre formelle. En 2017, le taux de chômage des femmes est d'environ 30 %, ce qui est plus élevé que le niveau historiquement bas de 26 % atteint en 2012. Il s'inscrit toutefois dans une tendance générale à la baisse depuis les années 1990, où le taux de chômage des femmes culmine à 48,48 %. En 2017, les femmes représentent environ 47 % de la main-d'œuvre. Selon un rapport de la Conférence des Nations unies sur le commerce et le développement, les femmes constituent la majorité de la main-d'œuvre hautement qualifiée. L'économie du Lesotho est historiquement, et est toujours, basée sur l'agriculture de subsistance, mais l'industrie textile connait un essor important.

#### Entrepreneuriat
Lorsque le Lesotho publie son plan de développement stratégique national 2012-2017, l'un des facteurs clés du développement est la croissance du secteur des petites entreprises. L'augmentation du nombre de femmes propriétaires de petites entreprises est également un élément clé de leur plan de développement en matière de genre, élaboré conjointement avec le projet WEDGE (Women's Entrepreneurship Development and Gender Equality Project). Le gouvernement norvégien est également impliqué dans ce projet, dont l'objectif est le suivant :
« Créer un environnement favorable à la croissance des entreprises appartenant à des femmes ; renforcer les capacités institutionnelles des agences impliquées dans le développement de l'esprit d'entreprise des femmes et l'égalité des sexes, telles que les capacités des fournisseurs de services de développement des entreprises et des partenaires pour permettre la fourniture de services plus nombreux et de meilleure qualité aux femmes ; et développer des outils et des services de soutien pour les femmes entrepreneurs afin d'améliorer leur productivité de manière à développer des entreprises plus productives… »
Si ce n'est pas le cas dans d'autres régions d'Afrique, comme l'Ouganda et le Cameroun, les femmes sont sous-représentées dans la propriété des petites entreprises au Lesotho. En 2008, 17 % des petites entreprises sont détenues par des femmes. La majorité des petites entreprises appartenant à des femmes se trouvent dans le secteur du commerce de détail, suivi par le secteur des services, avec quelques rares entreprises dans les secteurs de l'industrie et de l'agro-alimentaire. Les hommes sont propriétaires des plus grandes petites entreprises étudiées, tandis que les femmes sont plus susceptibles de posséder des « entreprises de survie ». Bien qu'il n'y ait pas de données d'enquête complètes depuis l'adoption de la loi de 2008 sur la capacité juridique des personnes mariées et de la loi de 2008 sur l'épargne et le développement de la banque du Lesotho, on pense que les restrictions de la liberté économique des femmes avant ces lois contribuent à leur manque de propriété de petites entreprises. Le projet de développement de l'entrepreneuriat féminin et de l'égalité des sexes joue un rôle majeur dans l'adoption de ces lois, dans le but d'améliorer l'égalité des sexes dans les milieux d'affaires.

#### Industrie du vêtement
Le plus grand employeur privé du Lesotho est aujourd'hui l'industrie du textile et de l'habillement, qui contribue à hauteur de 20 % au PIB. Cette industrie devient de plus en plus importante à la suite de la loi sur la croissance et les possibilités économiques en Afrique (African Growth and Opportunity Act), qui promettent des accords commerciaux favorables avec les États-Unis. Environ 36 000 Basotho travaillent dans des usines textiles, et beaucoup d'entre eux sont des femmes. L'industrie de l'habillement offre un salaire minimum plus élevé que le revenu moyen, et il y a eu une succession de lois sur le travail pour protéger les femmes de l'industrie contre le harcèlement sexuel et les environnements de travail dangereux. Toutefois, selon l'organisation à but non lucratif Better Work, spécialisée dans la défense des droits des travailleurs, les travailleurs du Lesotho font état de discriminations fondées sur l'origine ethnique, favorisant les Basotho au détriment des migrants. Les travailleurs font également état de discriminations à l'encontre des femmes enceintes, qui déclarent « qu'une fois qu'ils voient votre ventre grossir, ils vous renvoient chez vous en congé sans solde ». On signale par ailleurs des cas de harcèlement sexuel et de discrimination de la part de superviseurs majoritairement masculins à l'égard de subordonnées féminines. Cette situation est exacerbée par la ségrégation des sexes en fonction des postes, les femmes occupant principalement des emplois « non qualifiés et à forte intensité de main-d'œuvre », ce qui correspond aux interprétations culturelles des capacités féminines.
Environ 42,7 % des travailleurs de l'industrie du vêtement sont séropositifs. Cependant, l'industrie du vêtement joue un rôle important dans la prévention de la propagation du SIDA aux employées féminines. 

### Santé et fertilité
En 2017, le taux de mortalité maternelle au Lesotho est de 487 pour 100 000 naissances vivantes. Ce taux diminue de près de moitié par rapport à 2004, où le taux de mortalité maternelle au Lesotho est de 960 pour 100 000 naissances vivantes, soit plus que la moyenne de 900 pour 100 000 naissances vivantes en Afrique subsaharienne et plus du double de la moyenne mondiale de 400 pour 100 000. En 2014, 95 % des femmes ayant accouché dans les cinq ans ont reçu des soins prénatals au moins une fois. 74 % d'entre elles ont bénéficié d'au moins quatre consultations prénatales. Ce chiffre marque une légère augmentation par rapport à 2004 et 2009, où respectivement 90 % et 92 % des femmes avaient reçu des soins. L'une des plus grandes améliorations en matière de santé maternelle est l'augmentation du nombre d'accouchements à l'hôpital. En 2014, 78 % des femmes déclarent avoir accouché avec un prestataire qualifié, contre 59 % en 2009. 77 % des naissances ont lieu dans un établissement de santé, mais les femmes rurales accouchent souvent à domicile. Cependant, le taux de mortalité maternelle reste élevé, en partie à cause de la crise du sida, puisqu'en 2015, 13 % des décès maternels sont liés au sida.
L'indice synthétique de fécondité en 2014 est de 3,3 enfants par femme au Lesotho, avec 3,9 enfants par femme rurale et 2,3 enfants par femme urbaine. Le taux de grossesse chez les adolescentes est de 19 % en 2014. Depuis 2004, un certain nombre de programmes sont mis en place pour promouvoir la planification familiale et la prévalence de la contraception. Le taux de prévalence contraceptive (TPC) montre une augmentation régulière prometteuse dans un certain nombre de données démographiques. Le TPC des femmes mariées passe de 37 % en 2004 à 47 % en 2009 et à 60 % en 2014. Le TPC des femmes célibataires sexuellement actives est encore plus élevé, passant de 48 % en 2004 à 58 % en 2009 et à 73 % en 2014. Selon la Revue de la santé du Lesotho, « parmi les femmes mariées, les méthodes les plus populaires sont les injectables (utilisées par 24 %), les préservatifs masculins (utilisés par 17 %) et la pilule (utilisée par 14 %), tandis que parmi les femmes célibataires sexuellement actives, la méthode la plus couramment utilisée est le préservatif masculin (45 %) ». Malgré ces progrès, 18 % des femmes mariées et 20 % des femmes célibataires sexuellement actives ont un « besoin non satisfait » de services de planification familiale.

#### Avortement
Au Lesotho, l'avortement est illégal, sauf dans les « situations nécessaires ». La section 45 du code pénal définit l'avortement comme « pratiqué par un médecin agréé pour protéger la santé de la future mère, lorsque l'enfant à naître présenterait de graves déficiences mentales et lorsque la grossesse résulte d'un viol ou d'un inceste ». Le recours à l'avortement fait l'objet d'une stigmatisation sociale, religieuse et juridique, 90 % des habitants du pays s'identifiant comme chrétiens. Cependant, une enquête de CNN révèle que des avortements sont encore pratiqués sur une partie importante de la population, et que beaucoup sont obtenus par le biais des médias sociaux. Parmi les femmes admises dans les hôpitaux du Lesotho, 13 % le sont pour des complications liées à des avortements illégaux. Les femmes qui demandent ou reçoivent un avortement sont souvent arrêtées.

#### SIDA / VIH
Le Lesotho a le deuxième taux de prévalence du VIH le plus élevé au monde, avec 23,8 % de la population infectée. Ce chiffre est stable depuis 2005. Bien que l'incidence du VIH soit en baisse, passant de 30 000 nouvelles infections en 2005 à 15 000 nouvelles infections en 2017, le nombre de femmes touchées dépasse largement le nombre d'hommes infectés. La prévalence du VIH chez les femmes était de 29% contre 18,7% chez les hommes. Les travailleurs du sexe et les ouvriers sont les deux groupes les plus susceptibles d'avoir une prévalence élevée du VIH, et ces groupes sont principalement composés de femmes. Cela pourrait s'expliquer par les violences sexuelles, évoquées ci-dessous. En outre, les femmes sont moins susceptibles d'utiliser des préservatifs. En 2017, l'utilisation de préservatifs chez les femmes ayant eu plus de deux partenaires sexuels au cours des douze derniers mois est de 54 %. Le groupe d'hommes interrogé déclare utiliser des préservatifs dans 65 % des cas.
La prévalence du VIH est également en corrélation avec la prévalence d'autres maladies, comme la tuberculose. Le Lesotho a le deuxième taux d'incidence de la tuberculose le plus élevé au monde, avec 788/100 000 personnes. Le diagnostic tardif est un problème persistant, avec seulement 49 % des cas détectés. Le taux de réussite du traitement est de 70 % pour les nouveaux cas et les cas de rechute. La prévalence nationale de la tuberculose est de 3,8 % et elle est directement liée à la séropositivité.

## Violences
La violence à l'égard des femmes est un problème important au Lesotho. Selon un sondage Afrobarometer réalisé en 2018, 25 % des personnes interrogées estiment qu'il est justifié qu'un mari batte sa femme. En outre, une étude réalisée en 2014 par Gender Links Violence Against Women montre que 86 % des femmes déclarent avoir subi une forme de violence au cours de leur vie, et que 40 % des hommes déclarent avoir perpétré une forme de violence à l'encontre des femmes. Le Lesotho a fait des progrès dans la réduction de la prévalence de la violence à l'égard des femmes, en adoptant un certain nombre de lois destinées à protéger les femmes contre les violences sexuelles et les abus domestiques. Toutefois, selon le ministre de l'égalité des sexes et de la jeunesse du Lesotho, Thesele John Maseribane, il est difficile de lutter contre ce problème en raison d'une « culture du silence et de la stigmatisation associée à ce fléau ».
Le Lesotho a l'un des taux de viols et de violences sexuelles les plus élevés au monde.
La question de la violence sexuelle à l'égard des femmes est identifiée comme l'un des facteurs contribuant à la crise du sida et à l'écart entre les sexes en matière de VIH. 28 % des hommes et 27 % des femmes pensent que les femmes n'ont pas le droit de refuser des rapports sexuels. Cela les prive de toute protection contre les maladies et de tout contrôle sur les méthodes de contraception.

## Législation
Au cours des 20 dernières années, la législation relative à l'égalité entre les hommes et les femmes s'est multipliée. La représentation politique des femmes augmente aux postes gouvernementaux. Au niveau local, à la suite de la loi de 2004 sur les élections locales, les femmes représentent 58 % des postes de représentants en 2005 et 49 % en 2011. Au sein du gouvernement fédéral, la représentation diminue au fil du temps, les femmes occupant 22,5 % des sièges à l'Assemblée nationale et 22 % des postes ministériels en 2017.

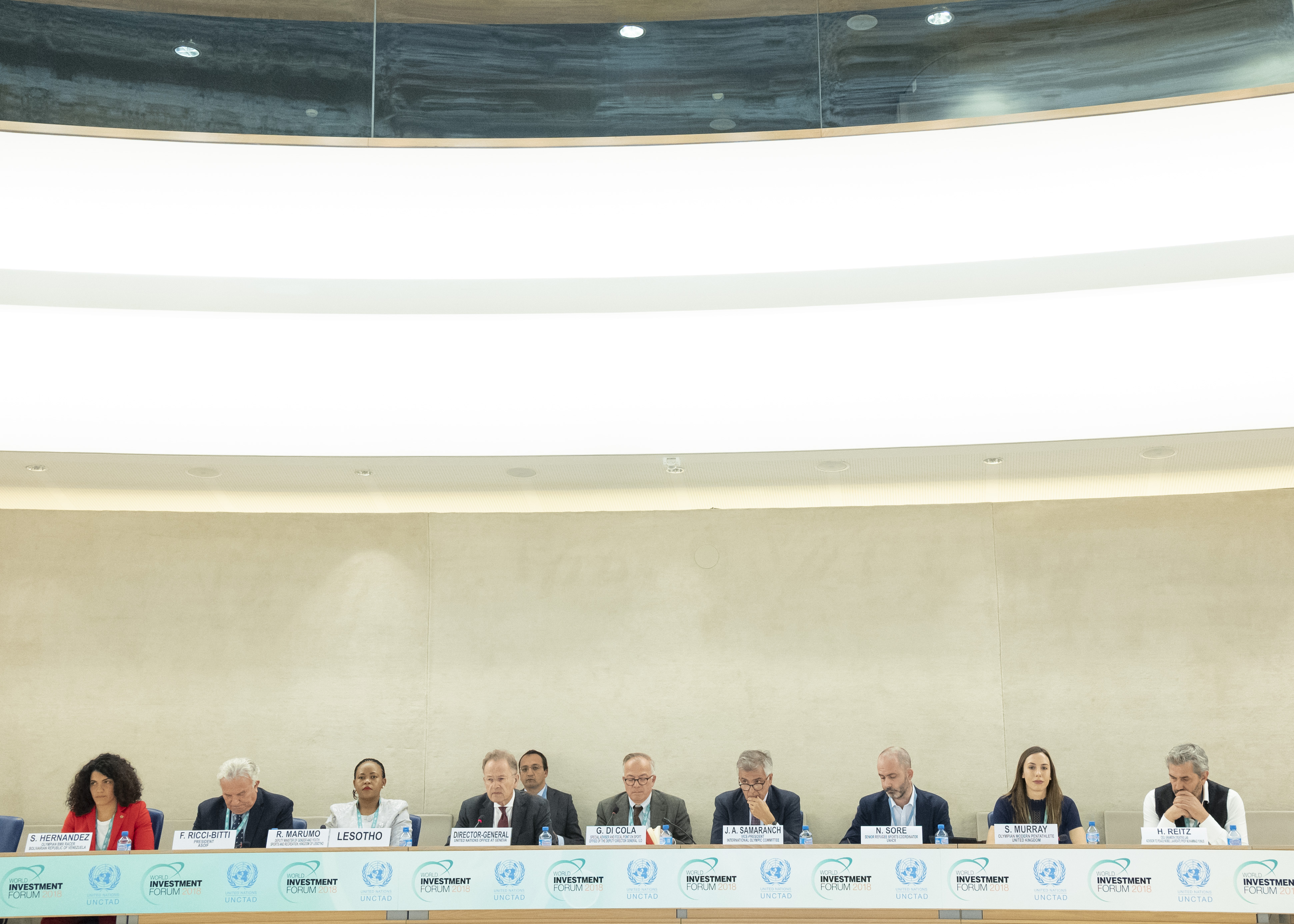
Rethabile Marumo à une réunion des ministres des Sports

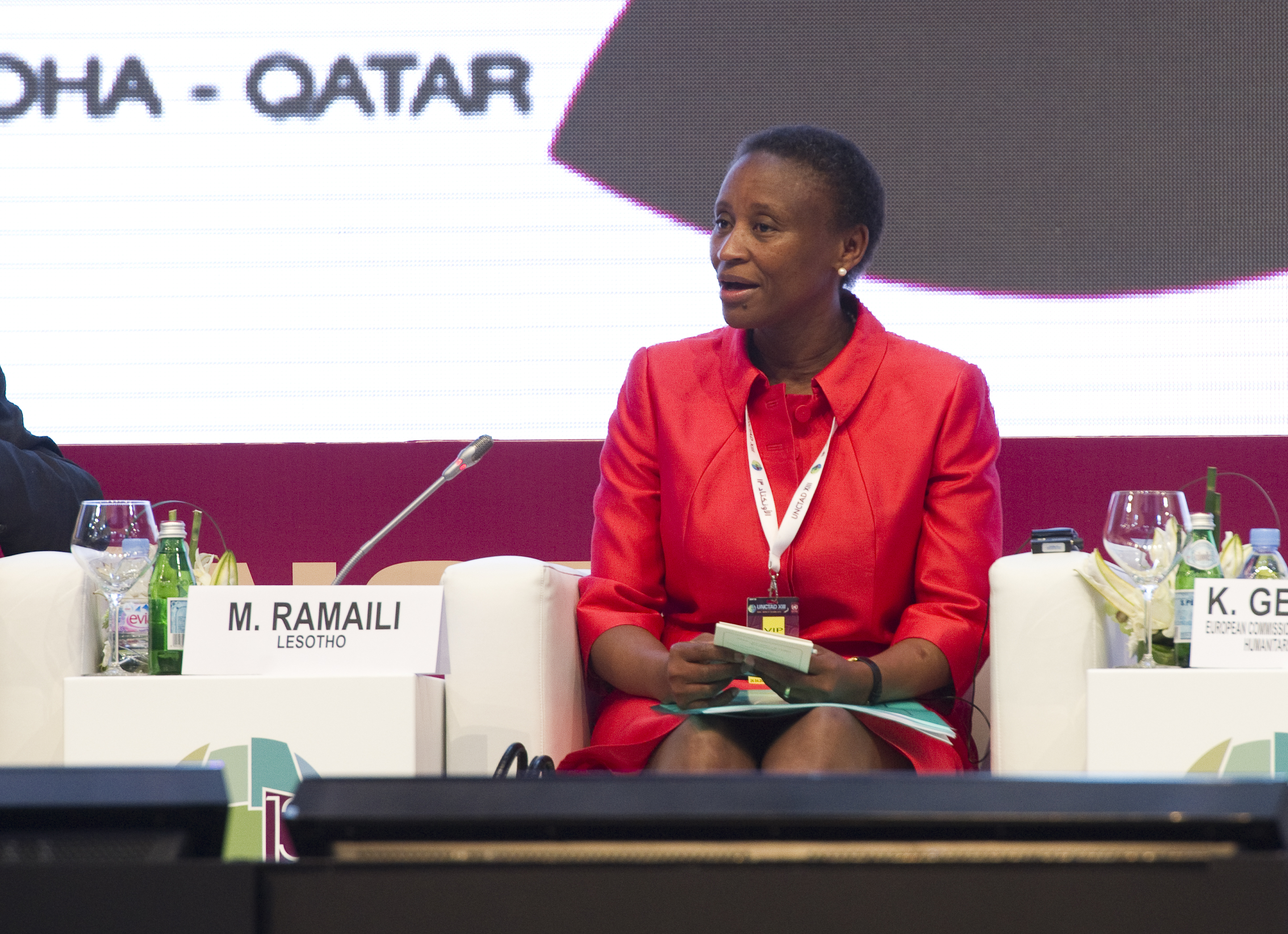
Mannette Ramaili, ministre du Tourisme, de l'Environnement et de la Culture du Royaume du Lesotho

### Législation importante

#### Ordonnance du Code du travail de 1992
L'ordonnance relative au Code du travail érige en infraction pénale la discrimination fondée sur le sexe sur le lieu de travail. Elle coïncide avec l'essor de l'industrie textile. Il offre également un « congé de maternité légal ».

#### Loi sur les délits sexuels de 2003
Un pourcentage élevé de femmes du Lesotho déclarent avoir subi des violences sexuelles. Avant 2003, peu de lois normalisent les définitions du viol ou les peines infligées aux violeurs. En 2003, la première loi est promulguée pour fixer des peines strictes pour le viol et l'inceste. C'est également la première loi à reconnaître le viol masculin et conjugal comme un crime. Selon l'Agence des États-Unis pour le développement international, la loi élargit la définition du viol pour y inclure « l'engagement dans des relations sexuelles, ce qui inclut l'exposition des organes génitaux, la conduite d'un acte sexuel en présence d'une autre personne et l'insertion d'objets animés ou inanimés dans une autre personne sans son consentement, ou la capacité de donner son consentement dans le cas d'enfants et de personnes handicapées ». Elle rend également obligatoire le signalement des abus sexuels commis sur des enfants. Enfin, la loi étant en partie une réponse à l'épidémie croissante de sida, rend obligatoire le dépistage du VIH pour tous les violeurs. S'il s'avère que le violeur est séropositif et qu'il a sciemment infecté sa victime, il est passible de la peine de mort, avec une peine minimale de huit ans d'emprisonnement.
Pour faire appliquer la loi sur les délits sexuels, le Lesotho créé l'unité de protection des enfants et des femmes. Cette unité de la police est spécialement chargée d'enquêter sur les crimes commis contre les enfants et les femmes.

#### Loi électorale du gouvernement local de 2004
La loi de 2004 sur les élections locales fixe un quota politique pour les sièges occupés par les femmes au sein des collectivités locales. Un tiers des sièges est réservé aux femmes.

#### Loi électorale de 2005
La loi électorale de 2005 étend le quota d'un tiers aux organes législatifs nationaux.

#### Loi de 2006 sur la capacité juridique des personnes mariées
Avant l'adoption de la loi sur la capacité juridique des personnes mariées, les femmes sont considérées comme des enfants aux yeux de la loi. Elles sont redevables à leur mari pour toutes les questions juridiques et financières. Cette loi abolit le statut de mineure des femmes mariées et leur donne des droits juridiques accrus, notamment le droit de prendre des décisions médicales, de conclure un contrat et de posséder des biens. Cette loi établit légalement que les partenaires mariés disposent d'un pouvoir égal au sein du mariage, permettant aux femmes de disposer des biens communs, de contracter des dettes en utilisant les biens communs et d'administrer leur patrimoine commun.

#### Loi de 2008 sur l'épargne et le développement des banques du Lesotho
Cet amendement à la loi sur l'épargne et le développement bancaires du donne aux femmes le droit d'ouvrir leurs propres comptes bancaires. Alors que la loi sur la capacité juridique des personnes mariées étend ce droit aux femmes mariées, l'amendement à la loi sur l'épargne bancaire et le développement étend ce droit à toutes les femmes.

#### Loi sur les salaires de 2009
La loi sur les salaires de 2009 rend obligatoire deux semaines de congé de maternité pour les employées du secteur du vêtement. Toutefois, pour être admissible au congé, la femme doit être employée par l’entreprise pendant une année civile.

#### La loi contre la traite humaine de 2011
Afin de lutter contre le problème croissant de la traite des êtres humains, le Lesotho adopte la loi sur la lutte contre la traite des personnes en partenariat avec la Convention des Nations unies contre la criminalité transnationale organisée, dite Convention de Palerme. Le gouvernement du Lesotho ne répond toujours pas aux exigences minimales fixées par les États-Unis pour lutter contre la traite des êtres humains, mais cette législature est considérée comme un pas vers une solution complète du problème. La loi "interdit et punit toutes les formes de traite, et exige des mesures de protection pour les victimes de la traite, y compris l’établissement de centres de soins dans tout le pays et l’octroi de nouveaux droits aux victimes de la traite." La loi protège les victimes contre la persécution pour les crimes commis pendant la traite, y compris la prostitution et les infractions liées à la drogue. Pour les victimes, la loi offre également la résidence permanente aux personnes qui traversent les frontières du pays, et incite les victimes à témoigner contre les auteurs.